# 日本楽府
『日本楽府』（にほんがふ）は、頼山陽による、国史に題材を採った詩集。1828年（文政11年）に完成した。

## 概略
中国の李東陽（1447年 - 1516年）の「擬古楽府」に倣い、日本の古代から安土桃山時代までの歴史を歌謡風に詠じたものである。本書は山陽の著書の中で唯一、その在世中である1830年（文政13年）に出版された。門弟の牧百峰が注を施し、うたわれている史実の内容を解説している。すべて、66闋から成る（「闋」とは「ひとくさり」の意。したがって、66闋は作品総数が66首ないし66曲であることをいう）。
この擬古楽府とは、古楽府の題のみを借りて作った楽府である。中国において六朝時代に流行した楽府の多くは、みな伝統的な楽府と歌辞の内容とを真似た模倣品であったが、唐代に入って拘束の厳しい近体詩の規則が整備されると、楽府についてはただ六朝期の古楽府の題だけをとって作ることが盛行し、形式上ほぼ古体詩と変わらぬまでになった。
上記の李東陽は明朝後期の文人で、盛唐の詩と唐宋八大家の古文を模範として当時流行の台閣体（表現形式に凝って内容の空疎な詩風を旨とする）に異を唱えた人物だが、この擬古楽府をよくし、山陽も『日本楽府』をものするにあたってこれを襲ったと、同書の後叙に見える。
ただ『日本楽府』の場合、史実をうたったとはいっても、その描写は往々にして信頼のおける史料との食い違いを見せるなど、『日本外史』と似た傾向を持つ。同様のことは先の李東陽についてもいえ、その擬古楽府は社会一般に通行している歴史観と相容れぬ独断の歴史世界を描いたものであると、当時から揶揄されていた。しかし山陽の場合、これをもって単に歴史に無学な者の作品とするのは狭隘な見方で、むしろ山陽の主観に基づいた史実への論賛というべきであろう。

## 内容
| 主な漢詩  | 主な漢詩   | 主な漢詩                                                                                           |
| 番号      | 人物       | 詩                                                                                                 |
| --------- | ---------- | -------------------------------------------------------------------------------------------------- |
| 1.日出處  | 神武天皇   | 日出處，日沒處，兩頭天子皆天署。 扶桑鷄號朝已盈，長安洛陽天未曙。 嬴顛劉蹶趁日沒，東海一輪依舊出。 |
| 2.東征渉  | 日本武尊   | 東征渉，冥勃。 吾妻先，我没。                                                                      |
| 51.揖英雄 | 北条早雲   | |
| 54.川中島 | 上杉謙信   | |
| 64.碧蹄驛 | 小早川隆景 | |
| 65.夜叉來 | 加藤清正   | |
| 66.裂封冊 | 豊臣秀吉   | |

- １・日出處。隋の煬帝が「不悦」と、気分を害した、推古朝の聖徳太子が関わった国書「日出處天子致書日沒處天子無恙。」の故事に拠る[2]。
  - 韻式は「aaaabb」。韻脚は「處處署曙　沒出」で、平水韻去聲六御、入声四質、外。次の平仄はこの作品のもの。

●●●（韻）　●●●，（韻）
●○○●○○●。（韻）
○○○●○●○，
○○●○○●●。（韻）
○○○●●●●，
○●●○○●●。（韻）
- ５４・川中島。『日本外史・卷十一・上杉氏』でも頼山陽は「川中島の戦い」を取り上げている。

## 文献
- 渡部昇一『頼山陽「日本楽府」を読む』（全3巻） PHP研究所

読みやすい刊行書で、新版と電子書籍が出版している。